# Tragik der Anti-Allmende
Die Tragik der Anti-Allmende (engl. tragedy of the anticommons) beschreibt das Dilemma, bei dem die Vielzahl an Rechteinhabern das Erreichen eines sozial erwünschten Resultats unmöglich macht. Der englische Ausdruck dieses Neologismus wurde vom US-amerikanischen Rechtsprofessor Michael Heller geprägt.

## Begriff

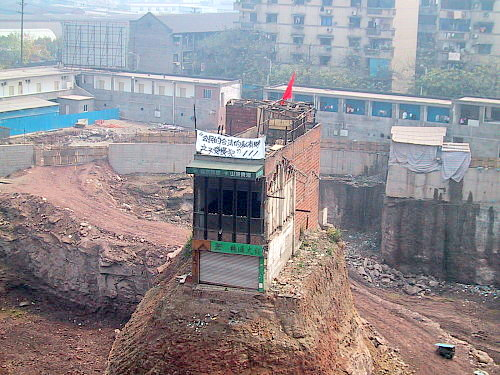
Fragmentiertes Eigentumsrecht mit Vetomöglichkeit: Die Bewohner dieses „Nagelhauses“ in Chongqing weigerten sich, einem geplanten Einkaufszentrum Platz zu machen. Das chinesische Recht sieht keine Enteignungen vor.

Der Begriff stützt sich auf den Begriff Tragik der Allmende. Während die Tragik der Allmende in der Übernutzung eines Gutes besteht, an dem viele Nutzungsrechte haben aber bei dem keine Ausschließbarkeit besteht, beschreibt die Tragik der Anti-Allmende ein spiegelbildliches Dilemma: Eine große Anzahl an Rechteinhabern hat kein alleiniges Nutzungsrecht an einem Gut, hat aber das Recht, die anderen von der Nutzung auszuschließen. Es besteht in diesem Fall die Gefahr, dass das Gut nicht oder zu wenig genutzt wird. Eine Anti-Allmende verschärft die Gefahr verwaister Werke.
Das Konzept liefert einen einheitlichen Rahmen für eine Reihe von Misserfolgen in der Koordination wie Patenthortung, U-Boot-Patente, Nagelhäuser und weitere, meist bürokratische Probleme.
Solches Systemversagen zu überwinden kann schwierig sein und möglicherweise in Gewalt ausarten. Aber es gibt verschiedene Lösungsansätze wie Enteignung, Fristen für rechtliches Agieren, Patent-Pools wie Kreuzlizenzierung oder andere Arten der Lizenzorganisierung.
Das Problem der Anti-Allmende wurde von dem US-amerikanischen Rechtsprofessor Frank Michelman in einem Artikel aus dem Jahr 1982 eingeführt. Michael Heller popularisierte den Begriff von der Tragödie der Anti-Allmende in zwei Artikel aus den Jahren 1998 und 1999.
Die Tragik der Anti-Allmende lässt sich nach Zuweisung bzw. Nicht-Zuweisung von Eigentumsrechten und Ausgang einordnen:
|                               | Eigentumsrechte                         | Allgemeiner Besitz oder keine Eigentumsrechte |
| ----------------------------- | --------------------------------------- | --------------------------------------------- |
| Negativer Ausgang/Tragik      | mit Vetorecht: Tragik der Anti-Allmende | Tragik der Allmende                           |
| Positiver Ausgang/Maximierung | ohne Vetorecht: Normalfall              | Komik der Allmende                            |

## Beispiele

### Ladenlokale in Moskau
In Hellers Artikel aus dem Harvard Law Review von 1998 schrieb er, dass es nach dem Fall des Kommunismus in vielen Städten Osteuropas eine Menge Straßenstände gab, aber auch viele leere Ladenlokalitäten. Auf eine Untersuchung hin kam er zum Schluss, dass das Problem in der Vielzahl von Departementen und Privaten lag, welche verschiedene Rechte über die Benutzung von Ladenlokalen hatten. Es war für einen Händler sehr schwierig, wenn nicht gar unmöglich, erfolgreich den Gebrauch der Immobilien zu verhandeln. Obwohl alle Eigentümer mit den leeren Läden Geld verloren und die Läden sehr gefragt waren, machten es ihre gegenläufigen Interessen unmöglich, die Immobilien effektiv zu nutzen.

### Patente
Patente werden häufig als Beispiel der Tragik der Anti-Allmende angeführt, weil ein Patenteigner Exklusivrechte über die Verwendung der patentierten Technologie besitzt. Wenn nun die Herstellung eines bestimmten Produktes die Verwendung vieler Techniken und Komponenten beinhaltet, welche durch verschiedene Leute oder Firmen patentiert wurden, kann es sehr schwierig sein, mit allen Patenteignern zugleich geeignete Verträge auszuhandeln. Dies kann dazu führen, dass jemand so viele Lizenzgebühren bezahlen müsste, dass es zu teuer oder zu riskant würde, das gewünschte Produkt herzustellen. In der Folge würde ein Produkt, welches viele Innovationen vereinen würde und sehr gefragt wäre, nicht hergestellt werden, nur weil die Kosten der notwendigen Patente zu hoch wären.
Die potenziellen Hersteller verlieren, die Patenteigner verlieren, Konsumenten, welche von der Technologie profitiert hätten, verlieren, und unter Umständen kann auch die Umwelt verlieren, wenn das Produkt eine umweltschädliche Technologie ersetzt hätte. Wenn medizinische Technologie involviert ist, können sogar Menschen ihr Leben verlieren. Da die verantwortlichen Patenteigner auch Konsumenten sind, verlieren sie doppelt. Paradoxerweise geschieht dies, wenn oder gerade weil sie sich eigentlich "rational" verhalten, um ihre Ressourcen für ihr Eigeninteresse optimal zu nutzen.
Für viele Produkte muss ein Hersteller den Gebrauch mehrerer Patente aushandeln. Zum Beispiel enthält ein DVD-Spieler zahlreiche Teile, welche von verschiedenen Firmen patentiert wurden. Ein einziger Mikrochip kann über 5000 verschiedene Patente tangieren. Infolgedessen kann niemand einen DVD-Player oder Mikrochip herstellen, ohne dass jeder einzelne Patenteigner der Lizenzierung seiner Patente zustimmt. In vielen Industrien stimmen Patenteigner entweder einer Kreuzlizenzierung ihrer Patente zu (d. h., du kannst unsere benutzen, wenn wir eure benutzen können) oder sie arbeiten eine gemeinsame Lizenzierungsvereinbarung aus, welche die Produkte erschwinglich macht. Das heißt im Allgemeinen für DVD-Spieler, Computerkomponenten und andere Unterhaltungselektronik, dass die Kosten für die Lizenzierung der Patente selten viel höher sind als die Herstellungskosten.
Dank der vereinfachten Patentierung biologischer Entdeckungen ist es wahrscheinlich, dass jeder, der in der biomedizinischen Forschung tätig ist, mehrere patentierte Prozeduren anwenden muss, um ein vermarktbares Produkt zu entwickeln. Da diese Patente jedoch kurzlebig sind und nur wenig Patente in vermarktbaren Produkten enden, ist es für das Erforschen neuer Behandlungen und Prozesse oft unverhältnismäßig teuer und resultiert in der Ablehnung des Produktes auf dem Markt. Tatsächlich kann ein Patenteigner bereits die Forschung selbst als Patentverletzung einklagen und eine Lizenzgebühr erheben, auch wenn die Chance auf ein marktfähiges Produkt klein ist.
Jedenfalls kann bereits ein fragwürdiges Patent die Markteinführung eines Produkts rechtlich unmöglich machen. Bei einem Streit zwischen Research In Motion und NTP, Inc. ging es um ein einziges Wireless-E-Mail-Patent, welches ein Schlüsselbestandteil des Blackberrys darstellt. Es resultierte in einer Einsprache, welche den Verkauf des BlackBerrys in den USA verhindert hätte, wenn es nicht nur bei der Einsprache geblieben wäre.

### Urheberrecht
Auch der Konkurrenzkampf um Urheberrechte kann die Vermarktung eines Produktes zu einem vernünftigen Preis verhindern, wodurch dem Urheberrecht-Inhaber Tantiemen von großem Wert entgehen können. WKRP in Cincinnati war zum Beispiel eine der populärsten Sitcoms aller Zeiten in den USA. Während viele der Fernsehsendungen der 1980er Jahre erfolgreich auf DVD veröffentlicht wurden, war WKRP jedoch viele Jahre lang nicht auf DVD erhältlich.
Grund war, dass die Urheberrechte an der Filmmusik auf eine Vielzahl von Rechteinhabern verteilt waren: Die Fernsehproduzenten der Sendung hatten zwar Abkommen mit Musiklizenzagenturen wie ASCAP und BMI, wonach für jedes Lied, das in der Fernsehshow vorkam, eine Gebühr zentral an diese Lizenzagenturen bezahlt werden musste. Diese Abkommen galten jedoch nicht für DVDs. Die Produzenten der Serie mussten auf die ursprünglichen Inhaber der Urheberrechte zurückgreifen und sahen sich vor der Aufgabe, mit mehreren Dutzend Komponisten einzeln zu verhandeln. Der jetzige Besitzer der Sendung, 20th Century Fox, hat schließlich die Show 2007 auf DVD herausgegeben, wobei er Musik, für die er keine Rechte bekommen konnte, durch ähnliche Stücke ersetzt hat.